# 電撃G's文庫
電撃G's文庫（）は、1997年創刊のメディアワークス発行の文庫レーベルである。一般向けギャルゲーの小説版や、いわゆる美少女萌えの小説、少女のキャラクターを中心に据えた小説を中心に出版している他「月刊電撃コミックガオ!」掲載作品のノベライズも一部存在する。電撃文庫の派生レーベルで、奥付など、基本的な形は電撃文庫と同じだが、背表紙がすべて緑色なのが特徴。
現在電撃文庫他で活躍している、秋山瑞人、倉田英之、伊達将範などが、デビューしたての頃、このレーベルで、原作付きで小説を書いていたことがある。
2003年に休刊し、ギャルゲーのノベライズ作品は電撃ゲーム文庫・「ガオ!」掲載作品のノベライズは電撃文庫へそれぞれ移行することになった。